# Brasserie Castelain
 (mars 2025).
Si vous disposez d'ouvrages ou d'articles de référence ou si vous connaissez des sites web de qualité traitant du thème abordé ici, merci de compléter l'article en donnant les références utiles à sa vérifiabilité et en les liant à la section « Notes et références ».

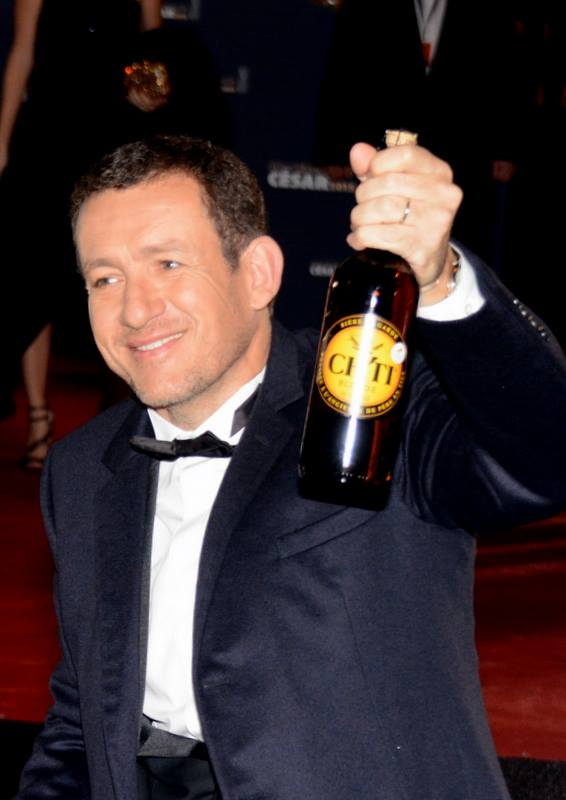
L'acteur, humoriste et réalisateur Dany Boon tenant une bouteille de bière de la marque Ch'ti.

La brasserie Castelain est une brasserie familiale fondée en 1926 et située à Bénifontaine dans le département du Pas-de-Calais.
Roland et Marie-Louise Castelain ont acquis cette brasserie en 1966 puis leurs enfants Yves et Annick Castelain leur ont succédé. Nicolas Castelain, qui représente la troisième génération de la famille, est actuellement à la tête de la brasserie.
En 2007, la brasserie a fourni à la production du film Bienvenue chez les Ch'tis des éléments du décor : caisses de bière à l'ancienne, vieilles enseignes et publicités d'autrefois. L'énorme succès du film a une répercussion sur les ventes de la marque vedette de l'entreprise, avec en plus une demande de référencement par la plupart des sociétés de grande distribution françaises.

## Bières

### Ch'ti blonde
Ch'ti blonde : alcool 6,4 % volume (création en 1979), elle utilise 4 variétés de houblons. Elle est récompensée par la Médaille d’argent au Concours Général Agricole en 2008, en 2006, est reconnue saveur de l'année en 2005, et  médaillée d’or à la Sélection Mondiale de la bière en 2003 à Bruxelles.
En 2009, une campagne est lancée pour fêter le 30e anniversaire de la bière Ch'ti.

### Ch'ti ambrée
Ch'ti ambrée : alcool 5,9 % volume (Création 1986), elle est récompensée par la médaille d’or lors de la Sélection Mondiale de la bière en 2003 à Bruxelles et par la médaille d’argent lors du Concours Général Agricole de Paris en 2004 et 2005. La Ch'ti ambrée est sélectionnée parmi les 100 meilleures bières du Monde dans l'ouvrage Die 100 Besten Biere der Welt de Michael Rudolf.

### Ch'ti triple
Ch'ti triple : alcool 7,5 % volume (Création 1997), elle a été récompensée lors du Concours Général Agricole de Paris par la médaille d’or en 2006 et a reçu la médaille d’or lors de la Sélection Mondiale de la bière à Bruxelles en 2004.

### Jade
C'est la première bière bio française, créée en 1986.
Brassée de façon artisanale sans aucun additif, uniquement avec des malts d'orge (variété Trémois et Volga) et des houblons (variété Perle et Aurora) de culture biologique avec mention Nature et progrès. La transformation des matières premières et la fabrication sont contrôlées par Écocert.
Jade est une bière légère en alcool (4,5 %). Elle est riche en vitamines (B6, C, PP) et en oligo-éléments. Par une méthode innovante, Castelain propose également une Jade « déglutinisée ».

### La Charnue
La brasserie Castelain brasse aussi des bières sous la marque La Charnue, distribuées par les supermarchés du groupe Carrefour.

## Musée
À Bénifontaine, au sein de la brasserie, il est possible de visiter le circuit de production.

## Pour approfondir